# Invasiv (medicin)

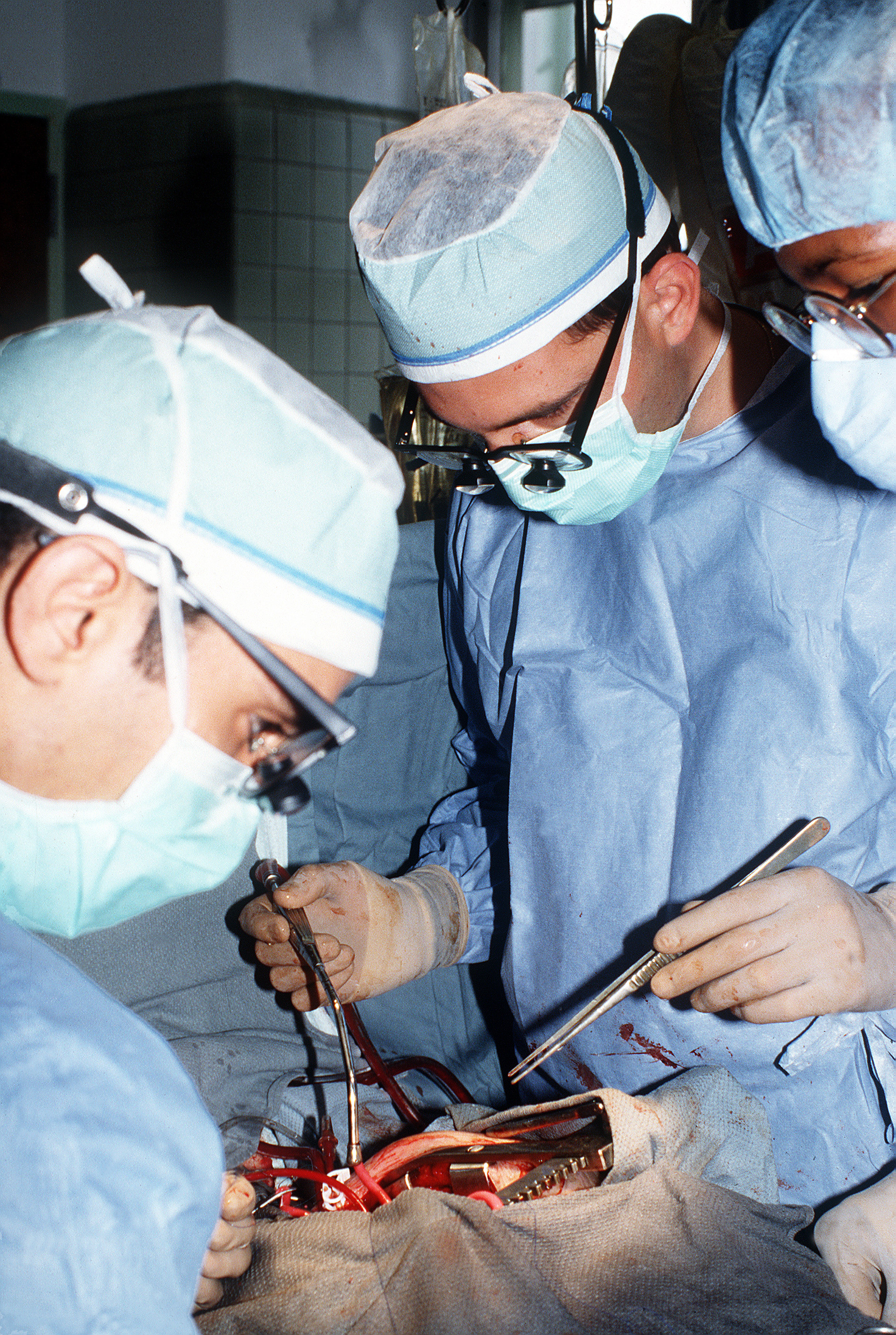
Öppna operationer är invasiva

Begreppet invasiv betyder att tränga in eller angripa.

## Invasiv sjukdomsprocess
Begreppet invasiv sjukdom kan användas om maligna tumörer och infektioner som sprider sig till kringliggande vävnader. Motsaten är noninvasiv, eller icke-invasiv, vilket betyder att det inte sprider sig, ofta ett tecken på godartad sjukdom.

## Invasiva ingrepp
Invasiva ingrepp är sådana där man tränger in i kroppen med något instrument genom ett kroppshål eller genom ett kirurgiskt ingrepp. Exempel på detta är vanliga operationer där man gör en öppning i huden (öppen kirurgi). Vid invasiva ingrepp är infektionsrisken större än och man måste analysera vilka risker som finns och vida försiktighetsåtgärder för att minska dessa.

### Minimalinvasiva ingrepp
Enligt det ovan nämnda finns nackdelar med öppen kirurgi (bl.a. stort sår som ger mer besvär och tar längre tid att läka). Många invasiva ingrepp görs därför numera som minimalinvasiv kirurgi, som med hjälp av smala instrument som förs in i kroppen begränsar storleken på snittet i huden. Exempel på minimalinvasiva ingrepp är titthålsoperation, endovaskulär kärlkirurgi, och artroskopi av en led, istället för öppen kirurgi.

## Diagnostik
Diagnostiska undersökningar innefattar ibland kateterisering av blodkärl (angiografi) och injektioner av röntgenkontrastmedel och blir därmed invasiva. Många vanliga undersökningar görs via naturliga kroppsöppningar (t.ex. cystoskopi, gastroskopi, rektoskopi, bronkoskopi, otoskopi). Undersökning kombineras ibland med att ta vävnadsprov (biopsi) eller behandlande åtgärder (t.ex. stentning)

### Noninvasiva undersökningar
Noninvasiva undersökningar görs genom att man inte tränger in i kroppen utan undersöker den utifrån, genom till exempel ekokardiografi, kärlsonografi, röntgenundersökning, EEG och EKG.

## Noninvasiv strävan
För att minska risker, patientobehag och vävnadsskada strävar man efter att vara så noninvasiv som möjligt. Ett exempel på denna strävan ser man i den noninvasiva ventilationen. Där har man gått ifrån, så långt det går, att ge andningsstöd genom en trakealtub, som förs ner i luftstrupen. Istället får patienten andningsstöd genom en ansiktsmask, vilken är placerad över näsa och mun.